# Brand New Day (10cc)
Brand New Day is een lied van 10cc. Het is afkomstig van hun derde album The Original Soundtrack. Het lied is geschreven door Godley en Creme.
Het lied gaat over alweer een fijne nieuwe dag in het leven; maar dan wel voor de aasgieren. Je mag je werk doen, wordt overal naartoe gecommandeerd. En aan het eind van de werkdag, mag je (wederom) te laat naar huis; de avond is al gevallen.

## Musici
- Lol Creme – piano, gizmo, violen, Moog, achtergrondzang
- Kevin Godley – eerste zangstem, marimba, grote trom, pauken, cello, achtergrondzang
- Eric Stewart – tweede zangstem, achtergrondzang
- Graham Gouldman – basgitaar, contrabas, achtergrondzang.